# Centrolophus niger
La ricciola di fondale (Centrolophus niger Gmelin, 1789) è un pesce di mare della famiglia Centrolophidae.

## Distribuzione e habitat
Si tratta di una specie a vasta distribuzione, è presente nel mar Mediterraneo occidentale e nel mar Adriatico, nell'Oceano Atlantico orientale tra Norvegia ed Islanda ed il Marocco, nell'Atlantico occidentale tra il Massachusetts ed il Maine, in Sud Africa ed in Australia e Nuova Zelanda. Nei mari italiani è complessivamente raro. Non si trova nelle regioni tropicali. 

È una specie pelagica di profondità, si trova fino ad almeno 800 metri ma può talvolta risalire in superficie. I giovani si possono incontrare in superficie sotto oggetti galleggianti o meduse, sempre molto al largo.

## Descrizione
Nonostante il nome comune faccia intendere il contrario, si tratta in realtà di un pesce molto diverso dalla comune ricciola.  Ha un corpo ovale, schiacciato lateralmente ed ha una bocca abbastanza grande, lunga fino all'occhio ed un muso arrotondato. La pinna dorsale è unica, lunga e bassa, di altezza uniforme. Anche la pinna anale è bassa; la pinna caudale è ampia, abbastanza forcuta, le pinne ventrali sono piccole. 

Il colore è sempre scuro, può essere nero o blu scuro, appena più chiaro nella zona ventrale e spesso con macchie più scure o argentate. Le pinne hanno colore più scuro del corpo ed hanno un margine chiaro. I giovani hanno fasce scure verticali.

Raggiunge dimensioni notevoli, almeno fino a 120 cm, talvolta fino a 150.

## Alimentazione
Si ciba soprattutto di meduse e ctenofori ma cattura anche pesciolini e cefalopodi.

## Riproduzione
Avviene nella stagione fredda.

## Pesca
Si cattura con reti a strascico o palamiti. Le carni sono buone.